# Caecilia orientalis
Caecilia orientalis és una espècie d'amfibis de la família Caeciliidae que habita a Colòmbia i l'Equador en boscos tropicals o subtropicals humits i a baixa altitud, montans humits tropicals o subtropicals, rius, aiguamolls d'aigua dolça, terres de pastures, jardins rurals i zones prèviament boscoses ara molt degradades.